# Winfried Roch
Winfried Roch (Türkheim, 5 september 1964) is een Duits componist, dirigent en trompettist.

## Levensloop
Roch studeerde muziek in München. Vervolgens was hij trompettist bij het toenmalige Heerenmusikkorps 8 in Garmisch-Partenkirchen. Daarna vertrok hij naar Bad Wörishofen en richtte een koperseptet Ensemble Classique (zes koperblazers en 1 slagwerker) in 1986 op. Sinds haar optreden tijdens het Schleswig-Holstein Musik Festival in 1989 concerteert dit ensemble bestaande uit Rolf Ihler (trompet), Winfried Roch (trompet), Werner Roch (trompet), Peter Seitz (trombone), Gerhard Wolf (trombone), Markus Blecher (bastrombone) en Ulrich Heiler (slagwerk) in de hele wereld. De artistieke leider van dit ensemble is Winfried Roch.
Roch is ook hoofd van de CCM Classic Concerts Management in Bad Wörishofen.
Als componist schreef Roch verschillende opdrachtwerken.

## Composities

### Werken voor orkest
- Eröffnungsfanfare für das Schleswig-Holstein Musik-Festival

### Werken voor harmonieorkest
- Marsch zur deutschen Einheit, voor harmonieorkest

### Kamermuziek
- 1991 - Fanfare Rotary International, voor koperensemble
- 2000 - Unesco-Hymne - Fanfare of the nations, voor koperensemble
- Hymne "Berlin meets the world", voor koperensemble
- European Fanfare zur Eröffnung der Internationalen Mosel Festwochen, voor koperensemble
- Fanfare classique (Ivo-Pogorelich-Festival-Fanfare), voor koperensemble
- Hymne "Europe meets America, voor koperensemble